# Система страхования вкладов
Систе́ма страхова́ния вкла́дов (ССВ) — государственный механизм защиты денег на банковских счетах путём их страхования (гарантирования).
Основная идея работы ССВ заключается в проведении быстрых выплат вкладчикам из независимого финансового источника (например, специального фонда) в случае прекращения деятельности банка (отзыва у него соответствующей лицензии). Тем самым, не дожидаясь начала ликвидационных процедур, вкладчики гарантированно получают доступ к своим средствам.
система страхования (гарантирования) банковских вкладов позволяет предотвращать панику среди вкладчиков, обеспечивая тем самым стабильность работы банковской системы и сокращая общественные издержки на преодоление последствий кризисных явлений. Кроме того, наличие ССВ повышает доверие населения к банковской системе, создавая предпосылки к долгосрочному росту частных депозитов.
В настоящее время ССВ в различных формах существует в 104 странах мира. Более половины всех страховщиков входят в Международную ассоциацию страховщиков депозитов (МАСД или IADI).
В странах СНГ система страхования вкладов распространяется только (кроме Таджикистана) на физических лиц. В ряде стран (например, в Канаде) не подлежат страхованию банковские счета в иностранной валюте, также в ряде стран практиковалось частичное (обычно 90 %) страхование вкладов, а также отказ в страховании вкладов иностранных граждан.
Стоит заметить, что в большинстве развитых стран значение системы страхования вкладов в настоящее время значительно снизилось в связи с консолидацией банковского сектора и предпочтением государства санировать банки вместо их банкротства и ликвидации. Так, в Канаде последний случай страховых выплат вкладчикам относится к 1996 году.

## Система страхования вкладов в России

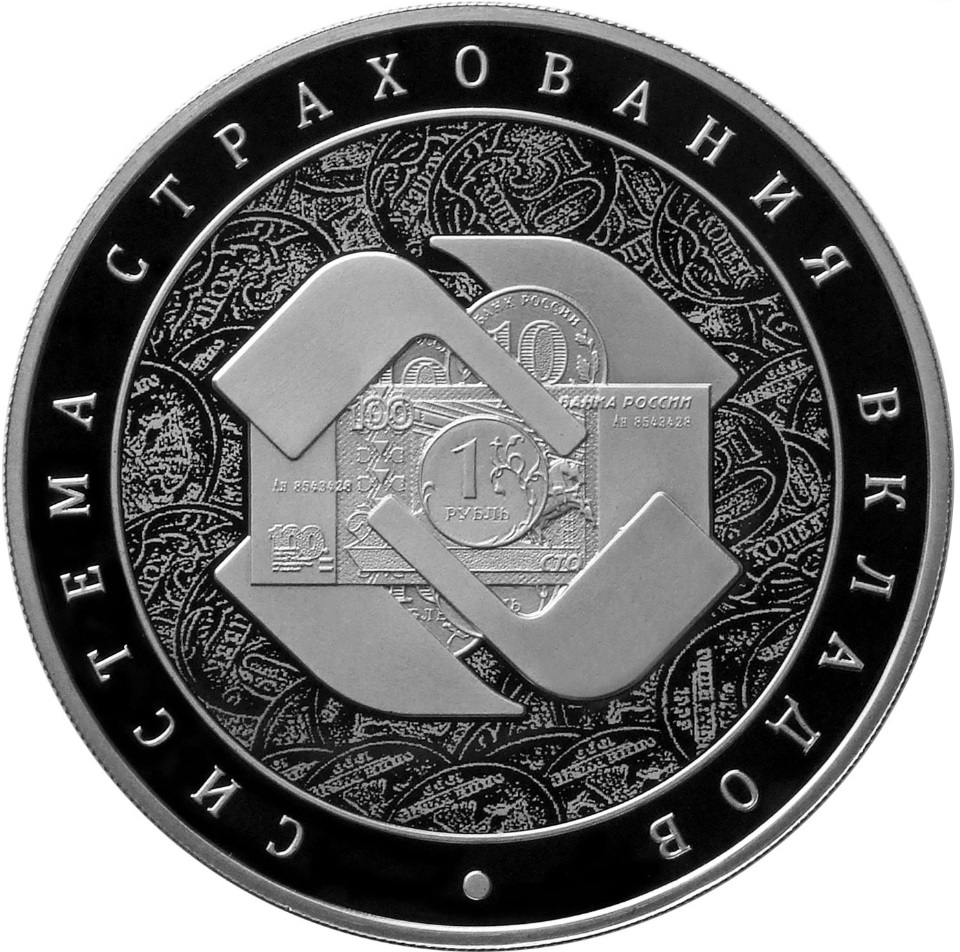
Памятная монета Банка России

Страхование вкладов в Российской Федерации осуществляется в соответствии с Федеральным законом «О страховании вкладов в банках Российской Федерации» № 177-ФЗ от 23 декабря 2003 года (далее — Закон или закон о страховании вкладов).
Страхованию подлежат денежные средства физических лиц (а с 1 января 2014 года — и индивидуальных предпринимателей), размещенные во вклады и на счета в банках, зарегистрированных на территории Российской Федерации. Ряд исключений приведен ниже в отдельном разделе.
Подлежат страхованию также денежные средства на банковских картах (кроме кредитных карт), так как это обычные банковские счета, открытые физическими лицами.
Страхование вкладов осуществляется в силу указанного Закона и не требует заключения договора страхования. В целях управления системой страхования вкладов на основании закона о страховании вкладов в январе 2004 года Российской Федерацией создана государственная корпорация — «Агентство по страхованию вкладов» (далее — Агентство, АСВ или ГК АСВ).

### Участие банков в ССВ
В России участие в системе страхования вкладов носит обязательный характер для всех банков, привлекающих денежные средства физических лиц.
В настоящее время в ССВ входит 761 банк (данные на 19 октября 2018 г.)

### Размер страхового возмещения в ССВ
19 декабря 2014 года Государственной Думой РФ в третьем чтении была принята поправка, предполагающая увеличение максимальной суммы компенсации до 1 400 000 рублей.
- Страховое возмещение по вкладам в банке, в отношении которого наступил страховой случай, выплачивается вкладчику в размере 100 % суммы вкладов в банке, но не более 1 400 000 руб. (для страховых случаев).
- Вклады в иностранной валюте пересчитываются по курсу ЦБ на дату наступления страхового случая.
- Максимальная сумма компенсации составляет 1 400 000 руб. по всем вкладам и счетам в одном банке.
- Вклады в разных банках страхуются независимо друг от друга, размер страхового возмещения исчисляется в отношении каждого банка отдельно[5].
- После выплаты страхового возмещения права требования вкладчика по вкладу, превышающие размер гарантий, удовлетворяются в ходе конкурсного производства в первой очереди кредиторов. Права требования вкладчика на сумму произведенных страховых выплат переходят к Агентству по страхованию вкладов.
- Если вкладчик получал кредит в банке, в отношении которого наступил страховой случай, то размер страхового возмещения уменьшается на сумму встречных требований банка к вкладчику на дату отзыва лицензии.

### Страховой случай и организация выплат страхового возмещения
Страховым случаем является одно из следующих обстоятельств:
- отзыв (аннулирование) у банка лицензии Банка России на осуществление банковских операций;
- введение Банком России моратория на удовлетворение требований кредиторов банка.

Выплаты вкладчикам начинаются в течение трех рабочих дней со дня представления вкладчиком в Агентство документов, но не ранее 14 дней со дня наступления страхового случая.
Выплаты производятся либо в офисе Агентства (если общая сумма выплат и число вкладчиков невелики), либо через уполномоченные банки — агенты АСВ, а также по почте. Конкретный порядок выплат определяется отдельно для каждого страхового случая.

### Исключения из страхования
Не подлежат страхованию:
1. Средства на счетах адвокатов, нотариусов, если такие счета (вклады) открыты для осуществления предусмотренной федеральным законом профессиональной деятельности.
2. Вклады на предъявителя.
3. Средства, переданные банку в доверительное управление.
4. Вклады в зарубежных филиалах российских банков.
5. Денежные переводы без открытия счета.
6. Средства на обезличенных металлических счетах.
7. Электронные денежные средства (предназначенные для расчетов исключительно с использованием электронных средств платежа без открытия банковского счета).

### Финансовые основы ССВ
Финансовой основой системы является фонд обязательного страхования вкладов (далее — Фонд). Размер фонда по состоянию на 7 мая 2014 года составлял 195,7 млрд руб. (за вычетом сформированного резерва для выплат по наступившим страховым случаям — 157,6 млрд руб.).
Основными источниками формирования Фонда являются имущественный взнос государства (7,9 млрд руб.), страховые взносы банков и доходы от инвестирования средств Фонда.
Страховые взносы едины для всех банков — участников ССВ и подлежат уплате банком на ежеквартальной основе. Ставка страховых взносов банков в Фонд устанавливается советом директоров Агентства и в настоящее время составляет 0,1 % среднего размера страхуемых вкладов физических лиц в банке за соответствующий квартал.

### Некоторые факты из истории ССВ в России
С момента начала работы ССВ максимальный размер страхового возмещения в России вырос в 14 раз. Вначале он составлял 100 000 руб., с 9 августа 2006 года был увеличен до 190 000 руб., с 26 марта 2007 года — до 400 000 руб., а с 1 октября 2008 года — до 700 000 руб. 19 декабря 2014 года, Государственной Думой РФ в третьем чтении была принята поправка, предполагающая увеличение максимальной суммы компенсации до 1,4 млн рублей.
За историю работы системы страхования вкладов в России по состоянию на 3 октября 2018 года произошло 461 страховых случая.
Объём ответственности по произошедшим страховым случаям на 3 октября 2018 года составляет 1,86 трлн руб. перед 8,91 млн вкладчиков. С момента создания АСВ 3,88 млн вкладчиков получили страховое возмещение в размере 1,85 трлн руб.

## Система страхования вкладов в США
Соединённые Штаты Америки являются первой страной, где появилась система страхования банковских депозитов. Необходимость создания данной системы была обусловлена разразившимся экономическим кризисом — Великой депрессией. В результате в 1933 году Актом Гласса-Стигалла была создана Федеральная корпорация страхования депозитов.
Сначала страховой лимит составлял 5000 долларов США. До 2008 года стандартное страховое возмещение в США составляло 100 000 долларов США. В 2008 году оно было повышено до 250 000 долларов США.

## Система страхования вкладов в Казахстане
В ноябре 1999 года в Казахстане был основан Казахстанский фонд гарантирования депозитов, основной функцией которого является организации системы гарантирования депозитов. Фонд был создан в соответствии с Законом Республики Казахстан «О банках и банковской деятельности в Республике Казахстан» от 31 августа 1995 года. Созданная в Казахстане система гарантирования депозитов обеспечивает страхование депозитов, текущих и карт-счетов физических лиц и индивидуальных предпринимателей.

## Критика
Известна критика системы страхования вкладов как со стороны либерально настроенной общественности, правоцентристов, так и со стороны социалистов (как обеспеченная государством гарантия банковскому капиталу).